# 浴火银河2
《浴火银河2》是由德国魔鱼开发，并于2010年发售的太空模拟游戏。

## 玩法
游戏围绕着横跨多个星系的太空航行和太空战斗展开。在游戏中，玩家可以与敌人在太空中激战，挖掘矿石，交易商品并完成作为支线任务出现的非玩家角色（NPC）的请求。

## 背景
浴火银河2延续了Keith T. Maxwell的冒险历程，他在主小行星帶的一场战斗后损坏了超光速引擎，导致他启动超光速引擎时经历了一次时间穿越。在Keith失去意识前，他飞船上的人工智能启动应急程序将飞船停在了Van Hastra行星的轨道上。之后，Keith的飞船被一位叫作Gunant Breh的矿物商人发现并拖拽到了轨道空间站中。Gunant告诉Keith在他昏迷时发生的事，并给了他一艘老旧的采矿船Betty让他去采矿。在采矿途中，飞船被太空海盗袭击，由于没有武器，Keith只能飞回空间站。之后，Keith说服了Gunant与他一起迎战海盗，并且歼灭了大多数的海盗。在与海盗战斗完毕之后，Keith被派遣去隔壁的失去联络的太空站。在那里，Keith遇到了他的老朋友Mkkt Bkkt, Mkkt Bkkt解释说空间站的工作人员食用了大量的神经海藻（游戏设定中为一种类似毒品）而中毒因此无法回应。
在完成了Mido人的一系列任务之后，Keith得到消息一支Terran舰队来到了这个星系旅行，这也是Keith回到Terran领地的一个好机会。在Keith与舰队会合的路上，舰队被太空海盗袭击，舰队误以为Keith是海盗而使用EMP瘫痪了Keith的飞船。Keith随后作为囚犯被送到了Terran领地，到达了Alioth太空站后，Keith会见了Terran指挥官Brent Snocom。正当他们叙旧时，太空站被Void袭击。Keith与其他飞行员一起防御太空站，Void人袭击了多艘货舰并从虫洞撤退回了Void领域。回到太空站，Snocom向Keith详细解释了Void。之后游戏围绕着Keith，Terran联邦与Void进一步展开。

## DLC
浴火银河2包含了一些增强游戏体验的追加下载内容（DLC），包含了两个新的战役以及玩家在Shima星系的个人太空站。这些DLC包括瓦尔基里（“Valkyrie”）扩展包，超新星（ “Supernova”）扩展包和Kammo俱乐部（“Kaamo Club”）扩展包。

### Kaamo俱乐部
Kaamo俱乐部（“Kaamo Club”）是玩家独立拥有的一座太空站。在这里，玩家可以储存无限制的飞船、武器、装备以及货物。当该DLC启用时，Kammo俱乐部在Keith离开Var Hastra后可见。Kammo俱乐部在游戏中位于Shima星系中。理论上来说它位于Mido人的领域，这也解释了为什么这里会有一座Mido人的星门。
在Kaamo俱乐部太空酒吧中，有六个特别的商人，其中四个可以为玩家提供游戏内唯一的飞船强化服务，另外两个则会向玩家出售强力的武器和飞船。

## 评价
这款游戏在GameSpot上得到了6/10的评分，在Metacritic则得到了90%的分数。